# Drosera pygmaea
Drosera pygmaea este o specie de plante carnivore din genul Drosera, familia Droseraceae, ordinul Caryophyllales, descrisă de Dc..
Este endemică în:
- New Zealand North.
- New Zealand South.
- South Australia.

Conform Catalogue of Life specia Drosera pygmaea nu are subspecii cunoscute.

## Galerie

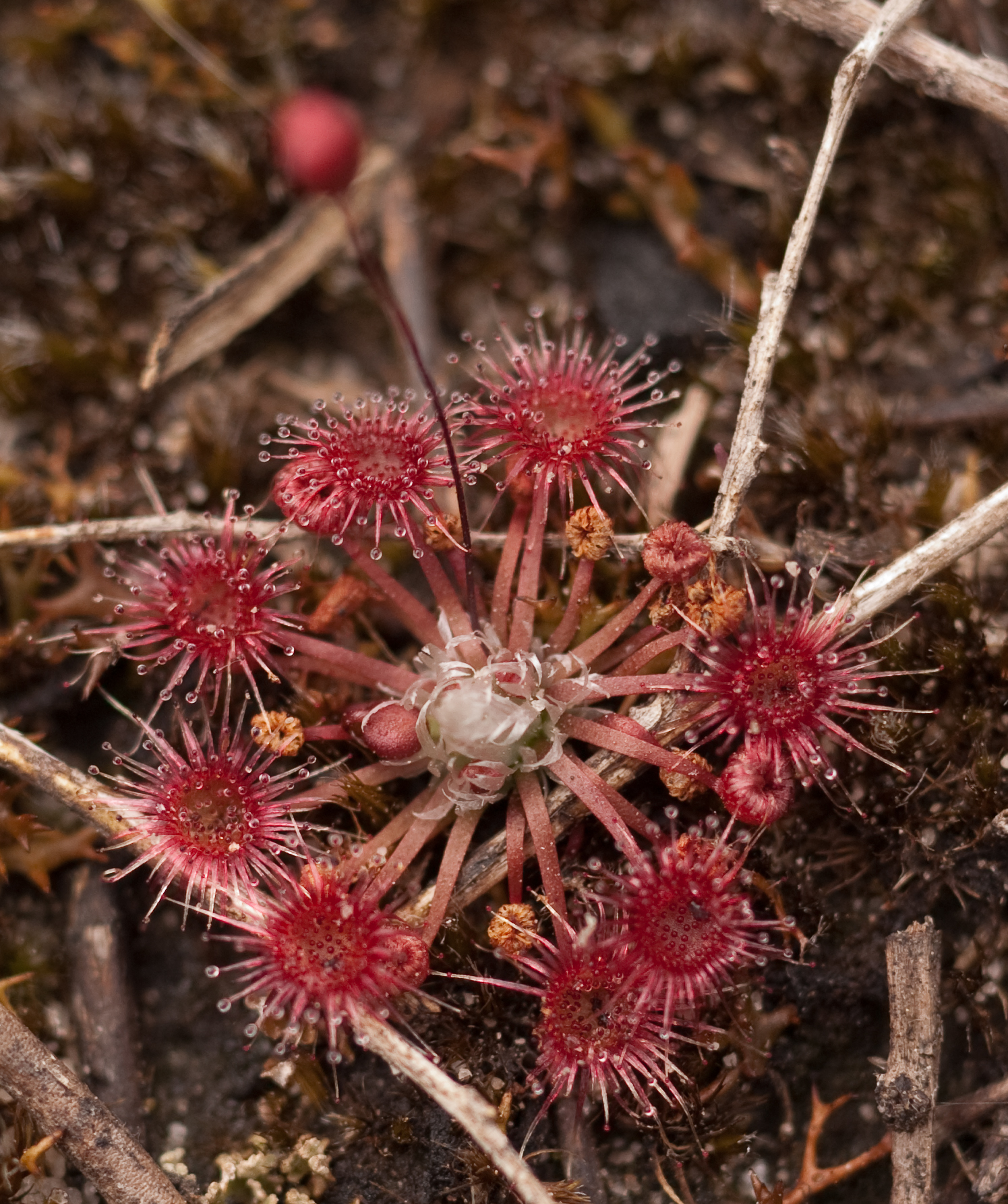
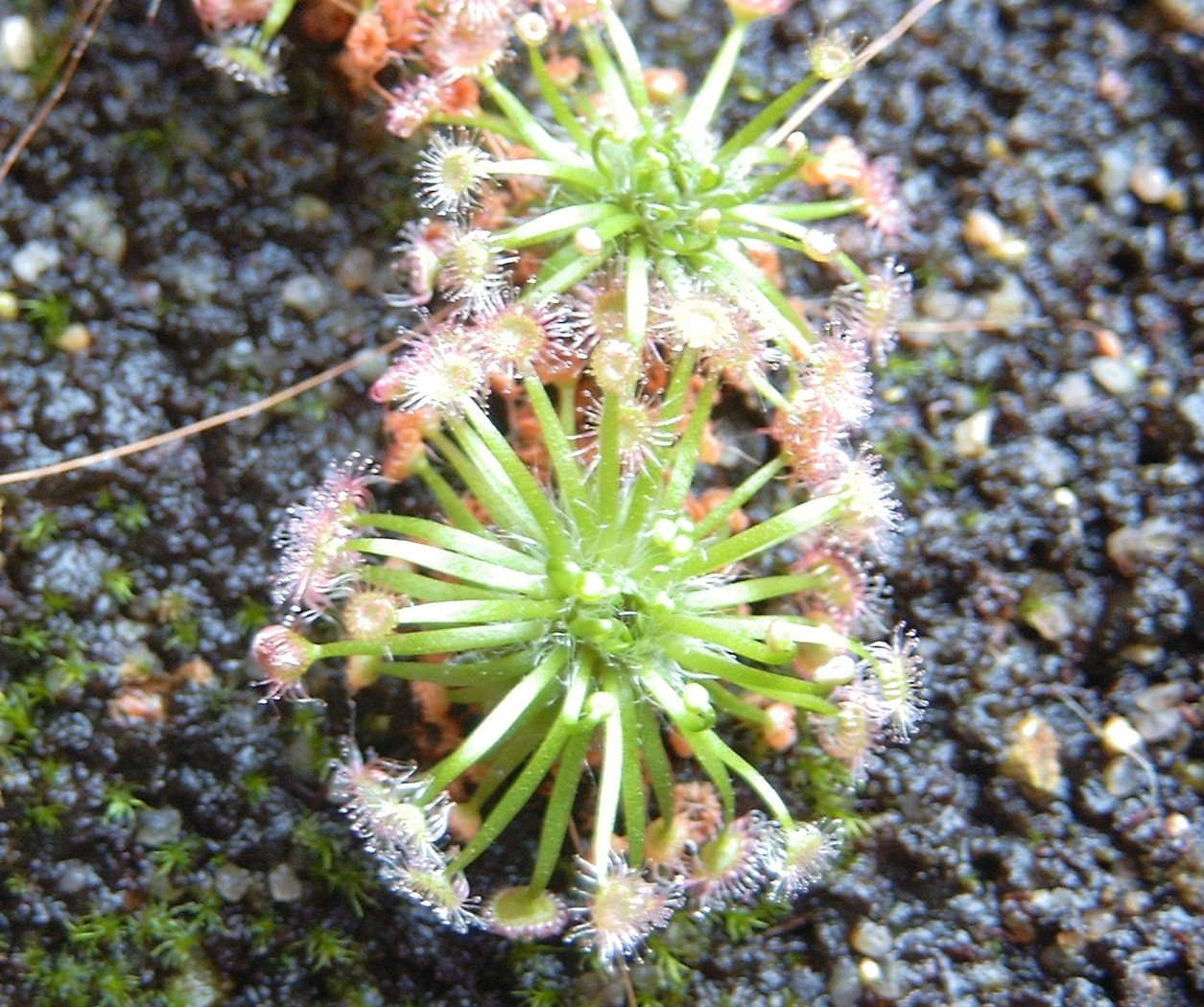
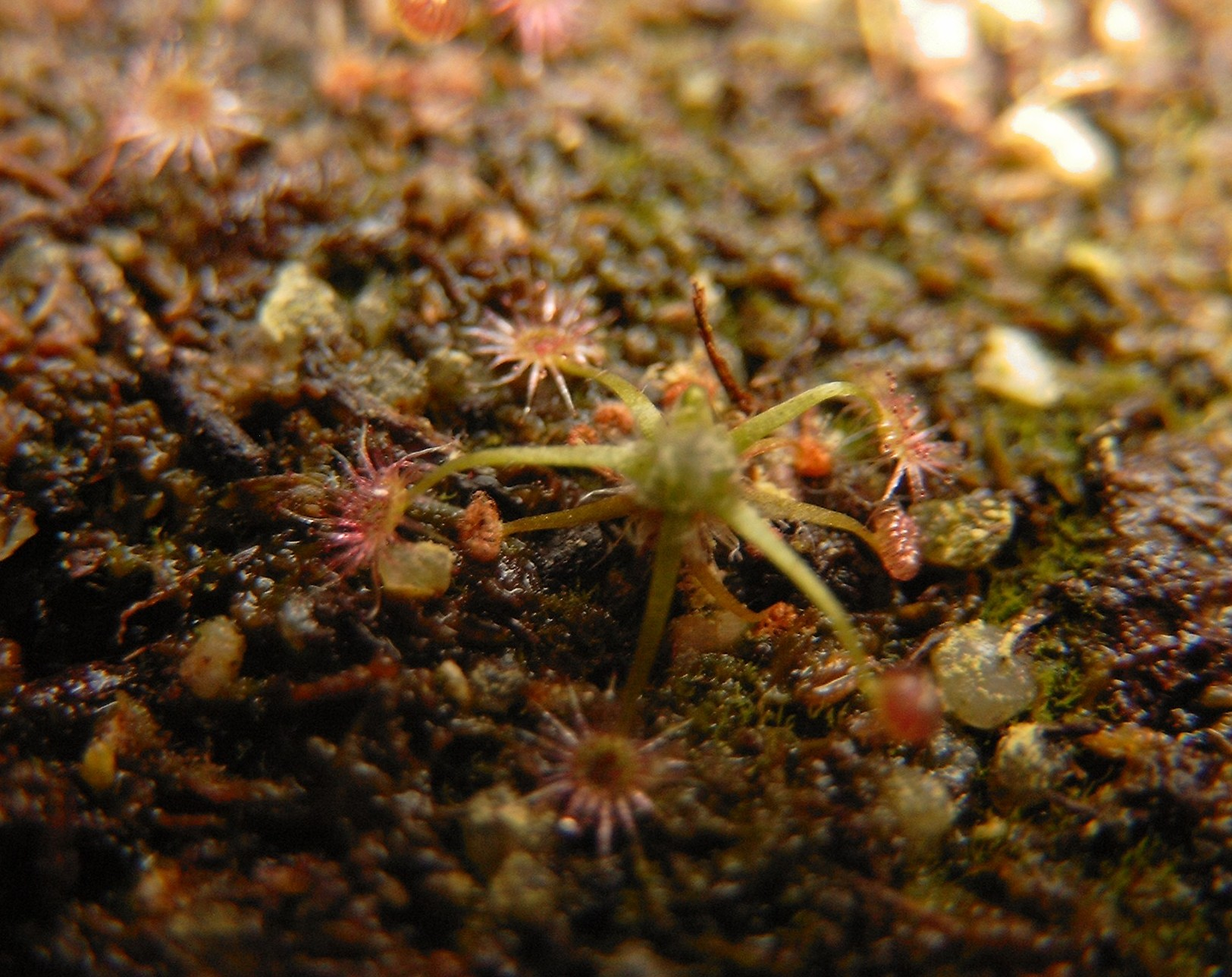
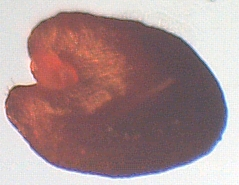